# Symphony Masses - Ho Drakon Ho Megas
Symphony Masses - Ho Drakon Ho Megas, vaak afgekort tot Ho Drakon Ho Megas, is het derde album van de Zweedse symfonische metalband Therion. Vanaf dit album wordt Therion steeds symfonischer, en er zijn, in vergelijking met de eerste twee albums, weinig Deathmetal-elementen in dit album te horen. Het is daardoor moeilijk om dit album in een duidelijk genre te plaatsen. Veel mensen plaatsen het echter onder de Doommetal.

## Tracklist
1. "Baal Reginon"
2. "Dark Princess Naamah"
3. "A Black Rose"
4. "Symphoni Draconis Inferni"
5. "Dawn Of Perishness"
6. "The Eye Of Eclipse"
7. "The Ritual Dance Of The Yezidis"
8. "Powerdance"
9. "Procreation Of Eternity"
10. "Ho Drakan Ho Megas"